# ФК Магдебург
ФК Магдебург је немачки фудбалски клуб из Магдебурга. Клуб је основан 1965. године и 3 пута је освојио првенство Источне Немачке и 7 пута куп Источне Немачке, у чему су рекордери заједно са Динамо Дрезденом. У сезони 1973/74. је освојио Куп победника купова, и тако постао једини клуб из Источне Немачке који је освојио неки европски трофеј. Клуб се у сезони 2017/18. такмичи у трећој лиги Немачке.

## Трофеји
- Прва лига Источне Немачке: 3
  - 1971/72, 1973/74, 1974/75
- Куп Источне Немачке: 7
  - 1963/64, 1964/65, 1968/69, 1972/73, 1977/78, 1978/79, 1982/83
- Куп победника купова: 1
  - 1973/74

## Магдебург у европским такмичењима
| Сезона  | Такмичење            | Коло          | Земља                                            | Клуб                   | Резултат            |
| ------- | -------------------- | ------------- | ------------------------------------------------ | ---------------------- | ------------------- |
| 1964/65 | Куп победника купова | 1. коло       | Турска                                           | Галатасарај            | 1:1, 1:1, 1:1       |
| 1965/66 | Куп победника купова | Квалификације | Луксембург                                       | Спора Луксембург       | 2:0, 1:0            |
|         |                      | Осмина финала | Швајцарска                                       | Сион                   | 8:1, 2:2            |
|         |                      | Четврфинале   | Енглеска                                         | Вест Хем               | 0:1, 1:1            |
| 1969/70 | Куп победника купова | 1. коло       | Мађарска                                         | МТК                    | 1:0, 1:1            |
|         |                      | Осмина финала | Португалија                                      | Академика Коимбра      | 1:0, 0:2            |
| 1972/73 | Куп шампиона         | 1. коло       | Финска                                           | ТПС Турку              | 6:0, 3:1            |
|         |                      | Осмина финала | Италија                                          | Јувентус               | 0:1, 0:1            |
| 1973/74 | Куп победника купова | 1. коло       | Холандија                                        | НАЦ Бреда              | 0:0, 2:0            |
|         |                      | Осмина финала | Чешка                                            | Бањик Острава          | 0:2, 3:0            |
|         |                      | Четвртфинале  | Бугарска                                         | Берое                  | 2:0, 1:1            |
|         |                      | Полуфинале    | Португалија                                      | Спортинг Лисабон       | 1:1, 2:1            |
|         |                      | Финале        | Италија                                          | Милан                  | 2:0                 |
| 1974/75 | Куп шампиона         | 1. коло       | Њемачка                                          | Бајерн Минхен          | 2:3, 1:2            |
| 1975/76 | Куп шампиона         | 1. коло       | Шведска                                          | Малме                  | 1:2, 2:1 (1:2 пен.) |
| 1976/77 | Куп УЕФА             | 1. коло       | Италија                                          | Чезена                 | 3:0, 1:3            |
|         |                      | 2. коло       | Социјалистичка Федеративна Република Југославија | Динамо Загреб          | 2:0, 2:2            |
|         |                      | Осмина финала | Мађарска                                         | Видеотон               | 5:0, 0:1            |
|         |                      | Четвртфинале  | Италија                                          | Јувентус               | 1:3, 0:1            |
| 1977/78 | Куп УЕФА             | 1. коло       | Пољска                                           | Одра Ополе             | 2:1, 1:1            |
|         |                      | 2. коло       | Њемачка                                          | Шалке                  | 4:2, 3:1            |
|         |                      | Осмина финала | Француска                                        | Ленс                   | 4:0, 0:2            |
|         |                      | Четврфинале   | Холандија                                        | ПСВ                    | 1:0, 2:4            |
| 1978/79 | Куп победника купова | 1. коло       | Исланд                                           | Валур                  | 1:1, 4:0            |
|         |                      | Осмина финала | Мађарска                                         | Ференцварош            | 1:0, 1:2            |
|         |                      | Четвртфинале  | Чешка                                            | Бањик Острава          | 2:1, 2:4            |
| 1979/80 | Куп победника купова | 1. коло       | Велс                                             | Рексем                 | 2:3, 5:2            |
|         |                      | Осмина финала | Енглеска                                         | Арсенал                | 1:2, 2:2            |
| 1980/81 | Куп УЕФА             | 1. коло       | Норвешка                                         | Мос                    | 2:1, 3:2            |
|         |                      | 2. коло       | Италија                                          | Торино                 | 1:3, 1:0            |
| 1981/82 | Куп УЕФА             | 1. коло       | Њемачка                                          | Борусија Менхенгладбах | 3:1, 0:2 (пгг)      |
| 1983/84 | Куп победника купова | Квалификације | Велс                                             | Свонзи сити            | 1:1, 1:0            |
|         |                      | 1. коло       | Шпанија                                          | Барселона              | 1:5, 0:2            |
| 1986/87 | Куп УЕФА             | 1. коло       | Шпанија                                          | Атлетик Билбао         | 0:2, 1:0            |
| 1990/91 | Куп УЕФА             | 1. коло       | Финска                                           | РОПС Рованијеми        | 0:0, 1:0            |
|         |                      | 2. коло       | Француска                                        | Бордо                  | 0:1, 0:1            |

1. ↑  Галатасарај прошао даље након бацања новчића